# El Mercurio

Das Logo der Zeitung

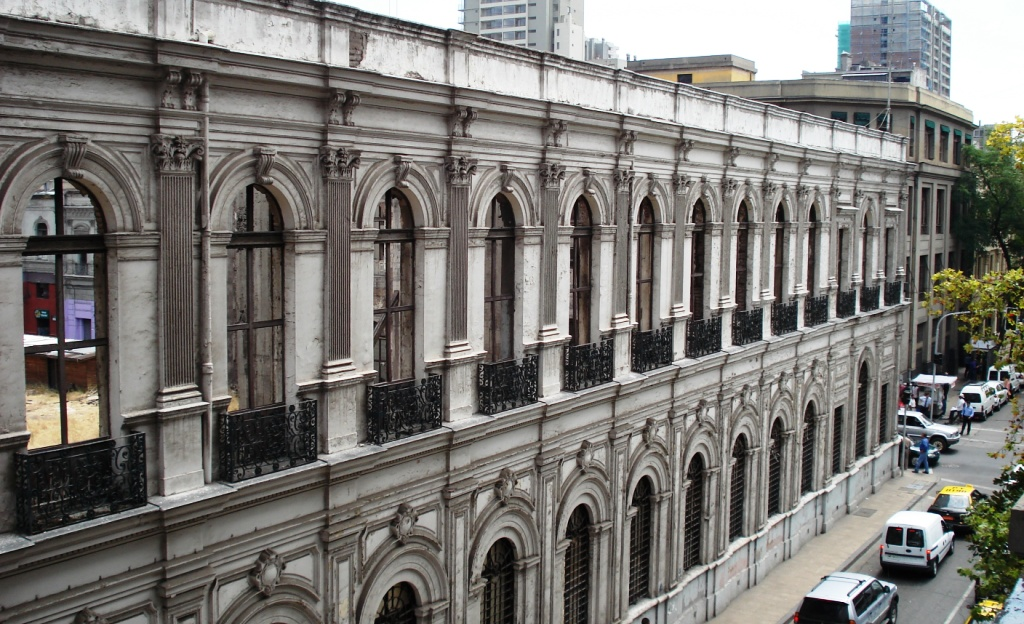
Sitz der Zeitung in Santiago von 1902 bis 1983

El Mercurio, auf Deutsch „Der Merkur“, ist eine chilenische Tageszeitung mit nationaler Verbreitung und Mitglied der Grupo del Diarios América.

## Geschichte
El Mercurio wurde 1827 in Valparaíso durch Pedro Félix Vicuña gegründet; die Ausgabe der Zeitung für die Hauptstadt Santiago de Chile erschien erstmals am 1. Juni 1900. Die Version El Mercurio de Valparaíso ist die älteste immer noch erscheinende Zeitung der Welt in spanischer Sprache. Das Blatt mit konservativer Grundausrichtung gilt als führende Tageszeitung (Leitmedium) des südamerikanischen Landes. 1880 wurde sie durch Agustín Edwards Ross erworben und ist seitdem an die Familie Edwards geknüpft.
Die Zeitung war Pionier bei der Einführung mehrerer technischer Neuerungen, sowohl was das Schreiben, das Setzen als auch das Drucken betrifft. Gegenwärtig besitzt sie eine der modernsten Druckereien Südamerikas, die Mitte der 1980er Jahre eingeweiht wurde.

## Ausrichtung
1868 sprach sich die Zeitung noch für Protektionismus zum Schutz gegen britische und US-amerikanische Interessen aus. Die Linie der Redaktion war – jedenfalls unter der Leitung von Agustín Edwards Eastman – ausgesprochen konservativ.
Diese Situation wurde besonders deutlich in der erbitterten Opposition des Mercurio gegen die Regierung Salvador Allendes. Entsprechend zeigte das Blatt danach eine markant positive Haltung gegenüber dem Militärregime von Augusto Pinochet. Später stellte sich heraus, dass El Mercurio umfangreiche finanzielle Unterstützung von der CIA erhalten hatte. Der US-Geheimdienst lobte die Zeitung in einem Memorandum und bescheinigte ihr, eine wichtige Rolle bei der Vorbereitung von Pinochets Putsch gespielt zu haben. (siehe auch US-Intervention in Chile)
Nach der Transición verfolgte das Blatt eine gemäßigt kritische Haltung gegenüber den verschiedenen Regierungschefs aus dem Mitte-links-Bündnis Concertación de Partidos por la Democracia.

## Verlag
Das Verlagshaus El Mercurio SAP, das die Zeitung herausgibt, ist zusammen mit seinem Mitbewerber COPESA einer der Haupteigentümer von weiteren Druckmedien des Landes. El Mercurio SAP besitzt die folgenden 21 Zeitungen:
- El Mercurio de Santiago (nationale Verbreitung)
- Las Últimas Noticias (Übersetzung: Die Letzten Nachrichten)  (nationale Verbreitung)
- La Segunda de Santiago (Abendzeitung im Großraum Santiago)
- La Estrella de Arica
- La Estrella de Iquique
- El Mercurio de Antofagasta
- El Mercurio de Calama
- La Estrella del Norte de Antofagasta
- La Estrella del Loa
- La Prensa de Tocopilla
- El Mercurio de Valparaíso
- La Estrella de Valparaíso
- El Líder de San Antonio
- El Líder de Melipilla
- El Diario Austral de Temuco
- El Diario Austral de Valdivia
- El Diario Austral de Osorno
- El Llanquihue de Puerto Montt
- El Renacer de Arauco
- El Renacer de Angol
- La Estrella de Chiloé